# 三井物産横浜ビル
三井物産横浜ビル（みついぶっさんよこはまビル）は神奈川県横浜市中区にある近代建築物である。1911年に三井物産横浜支店の事務所棟として竣工した。2015年現在の名称は「KN日本大通ビル」。

## 建築
1911年（明治44年）竣工、1927年（昭和2年）に増築。設計は日本人初の独立設計事務所を山下町に構えたといわれる遠藤於菟。また、創建時にはコンクリート建築の専門家であった酒井祐之助がかかわっている。同ビルは日本の初期のモダニズム建築であり、日本で最初の全鉄筋コンクリート造の事務所ビルである。関東大震災で横浜の建物群が壊滅的な打撃を受けた際にも、当建物は倒壊を免れ、鉄筋コンクリート造の地震に対する有効性を印象付けた。

## 旧三井物産横浜支店倉庫
三井物産横浜支店事務所棟（三井物産横浜ビル）の左手、東隣には、1910年（明治43年）竣工の三井物産横浜支店の生糸倉庫があった。三井物産横浜ビルとともに震災を免れ2015年（平成27年）まで残存していたが同年取り壊された。解体予定が公表された際には保存を求める意見が多く寄せられた。
- 1909年（明治42年）11月起工、1910年（明治43年）7月落成
地下1階地上3階建て、建坪約180坪
屋根、柱は鉄筋コンクリート造り、壁は煉瓦造り、床は木製[8]

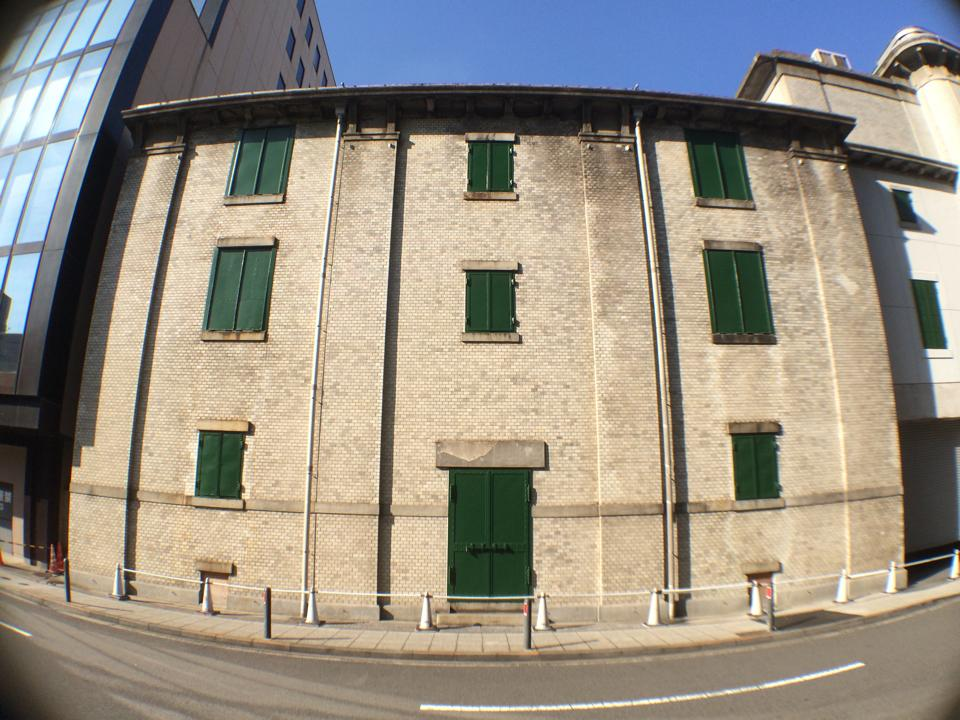
取り壊し前の姿
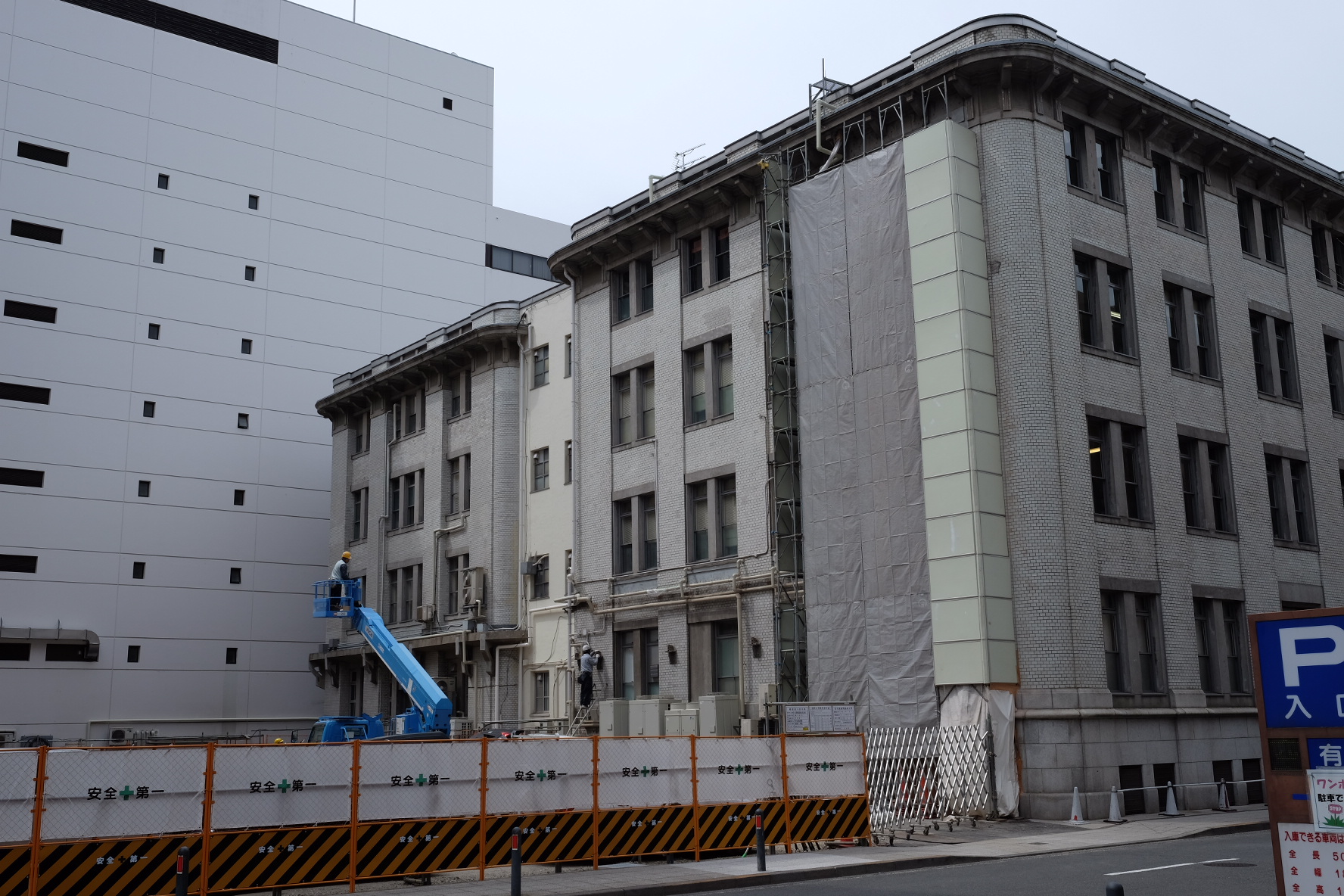
取り壊し後の跡地